# Jackie Fields
Jacob Finkelstein, meglio conosciuto come Jackie Fields (Chicago, 9 febbraio 1908 – 3 giugno 1987), è stato un pugile statunitense.
La International Boxing Hall of Fame lo ha riconosciuto fra i più grandi pugili di ogni tempo.

## Gli inizi
Di famiglia ebraica, si trasferì da Chicago a Los Angeles, dove iniziò a frequentare una palestra di pugilato.
Ottimo dilettante, vinse le Olimpiadi di Parigi nella categoria dei pesi piuma.
Divenne professionista nel 1925.

## La carriera
Divenne campione del mondo dei pesi gallo nel 1929 e medaglia d'oro alle olimpiadi di Parigi 1924.
Antagonista di Jack Thompson e Young Corbett III.
Si ritirò a soli 25 anni a causa del peggiorare di una lesione ad un occhio.